# Hemipyrellia ligurriens
Hemipyrellia ligurriens är en tvåvingeart som först beskrevs av Christian Rudolph Wilhelm Wiedemann 1830.  Hemipyrellia ligurriens ingår i släktet Hemipyrellia och familjen spyflugor. Inga underarter finns listade i Catalogue of Life.